# Hipercapnia
Hipercapnia es un término médico que designa la elevación anormal en la concentración de dióxido de carbono (CO2) en la sangre arterial. Para que exista hipercapnia la presión parcial de CO2 en sangre arterial debe ser superior a 45 mm Hg. El dióxido de carbono es un gas que el organismo produce como consecuencia de la actividad metabólica de las células, después pasa a la sangre, para ser expulsado al exterior a través de los alveolos pulmonares, gracias al proceso de ventilación. El estado opuesto a la hipercapnia es la hipocapnia que se define como disminución en los niveles de (CO2) en la sangre arterial. La hipercapnia se produce generalmente como consecuencia de insuficiencia respiratoria y suele acompañarse de niveles disminuidos de oxígeno en sangre (hipoxemia). Una de las causas más frecuentes de hipercapnia es la insuficiencia respiratoria en los pacientes afectos de EPOC, consecuencia directa del tabaquismo, otra causa habitual es el síndrome de apnea-hipopnea durante el sueño.

## Causas
La hipercapnia se produce generalmente como consecuencia de una pérdida de la función pulmonar que provoca disminución en la capacidad para expulsar CO2 a través del aire espirado. El aumento en la producción de CO2 por las células, no es capaz por sí mismo de aumentar la concentración de CO2 en sangre, pues el pulmón sano es capaz de compensarla aumentando la ventilación. La hipercapnia puede dividirse en aguda y crónica, las causas principales son las siguientes:
- Hipercapnia aguda.
  - Obstrucción de la vía aérea, por ejemplo por espasmo de los bronquios (broncoespasmo) frecuente en el asma bronquial, síndrome de apnea-hipopnea durante el sueño, aspiración, cuerpo extraño y espasmo laríngeo.[3]
  - Depresión del sistema nervioso central por abuso de sedantes, anestesia u otras causas.
  - Restricción respiratoria por neumotórax, traumatismos torácicos u otras causas aguda.

- Hipercapnia crónica.
  - Obstrucción crónica de la vía aérea, sobre todo causada por la Enfermedad Pulmonar Obstructiva Crónica, secundaria al tabaquismo.
  - Déficit de actividad muscular. Por ejemplo por distrofia muscular, esclerosis lateral amiotrófica, esclerosis múltiple o parálisis del diafragma.
  - Procesos que causan restricción de la capacidad respiratoria de tipo crónico, como la cifosis severa, la fibrosis pulmonar y la obesidad.

## Fisiopatología
El aumento en la concentración de CO2 en sangre arterial provoca elevación en la concentración de hidrogeniones (H+) lo cual causa acidosis y sus consecuencias.

## Síntomas
Cuando la presión parcial de CO2 en sangre arterial sube por encima de 60 mm Hg, aparecen síntomas neurológicos, incluyendo náuseas, vómitos, sensación de confusión, debilidad y en último extremo perdida de conciencia y convulsiones. Este conjunto de síntomas se designan como
encefalopatía hipercápnica.